# Barony
Barony war ein englisches Flächenmaß. Da der Begriff so viel wie Rittergut, also ein Herrschaftsgebiet (Baronat), bedeutet, ist das Maß Hide of land als Flächenmaß der Landwirtschaft anzunehmen. Die Fläche von 4,05 Hektar für ein Hide of land ist nur mit dem möglichen genauen Wert von 404.678,377 Quadratmeter erklärbar.
- 1 Barony = 40 Hides (of land) = 162 Hektar